# Revolució 304
Revolució 304 es una película documental realizada en 2025 sobre el racismo, la inmigración, la identidad y la lucha por la igualdad de oportunidades en Cataluña. Dirigido por Jesús Muñoz, Santi Padró y Xavi Torres, el documental se enfoca en las experiencias de jóvenes racializados que viven en la región, con especial atención al futbolista Lamine Yamal. La producción de 3Cat se estrenó el 18 de marzo de 2025 en TV3, utilizando una combinación de entrevistas y material de archivo para retratar las barreras sociales y culturales que enfrentan estos jóvenes.
El título hace referencia al código postal 08304 del barrio de Rocafonda en Mataró, simbolizando una generación que, a pesar de las dificultades, busca construir un futuro con oportunidades para todos. La banda sonora incluye composiciones que acompañan el mensaje de resistencia y esperanza del documental.

## Antecedentes
En Cataluña, la inmigración ha sido un tema central durante varias décadas, especialmente en áreas urbanas como Barcelona, Mataró y otros municipios del área metropolitana, donde la diversidad cultural es cada vez más prominente. A pesar de la creciente presencia de comunidades extranjeras, las personas inmigrantes y sus descendientes siguen enfrentando desafíos significativos relacionados con el racismo estructural, la discriminación social y la exclusión económica. Esta situación ha generado un debate constante sobre cómo mejorar la integración y garantizar que las personas de diferentes orígenes tengan las mismas oportunidades en la educación, el empleo y otros aspectos fundamentales de la vida social.
En este contexto, se ha producido una creciente preocupación por la identidad y el sentimiento de pertenencia de los jóvenes racializados, quienes, a menudo, se sienten atrapados entre dos mundos: el de su herencia cultural y el de una sociedad que, en muchos casos, no les permite ser completamente aceptados. La lucha por la igualdad de oportunidades se ha convertido en un tema clave en el discurso político y social en Cataluña, especialmente cuando se trata de garantizar que los jóvenes, independientemente de su origen, puedan acceder a las mismas oportunidades y ser reconocidos por sus logros, en lugar de ser definidos por estereotipos relacionados con su raza o etnia.
El racismo y la discriminación en Cataluña no solo afectan a las comunidades inmigrantes, sino también a las segundas y terceras generaciones nacidas en el país, que a menudo se enfrentan a prejuicios debido a su apariencia o apellido, a pesar de ser ciudadanos de pleno derecho. La necesidad de una reflexión profunda sobre la igualdad de derechos y la integración sigue siendo urgente. En este sentido, iniciativas como el documental Revolució 304 buscan dar visibilidad a las experiencias de estos jóvenes, poner de manifiesto los obstáculos que enfrentan y promover un debate más amplio sobre cómo construir una sociedad más inclusiva y equitativa para todos los ciudadanos, independientemente de su origen.

## Producción
El documental Revolució 304 parte de una historia sencilla pero significativa: la de Bernat Muñoz, un estudiante del barrio de Rocafonda, en Mataró, que decide centrar su trabajo de investigación escolar en la figura de su vecino más conocido, el futbolista Lamine Yamal. Con el acompañamiento de su tutor Ignasi Mangue, el joven intenta contactar con el FC Barcelona y con el propio jugador, planteando una entrevista como eje de su proyecto. Este hilo inicial —la construcción de un relato juvenil desde la admiración— actúa como anzuelo narrativo, aunque, como señala el diario El País, «tiene las lógicas debilidades de un trabajo de aprendizaje». La entrevista con Yamal, quien se muestra «amigable, humilde, entrañable», se enmarca en un tono biográfico que, si bien limitado, sirve para introducir temas más amplios relacionados con la representación, la identidad y la desigualdad estructural.
La producción, respaldada por el espacio Sense ficció de TV3, incorpora voces complementarias para sostener el planteamiento sociopolítico del documental. Entre ellas destacan el propio tutor Ignasi Mangue, quien ofrece apuntes sobre la realidad de los barrios racializados en Cataluña, y el exfutbolista Lilian Thuram, cuya fundación promueve una pedagogía antirracista. Thuram enuncia una de las ideas centrales del filme: «No se nace racista, el racismo es una construcción intelectual, política y económica». El equipo de dirección —formado por Jesús Muñoz, Xavi Torres y Santi Padró— opta por un enfoque que combina testimonios personales con una puesta en escena austera, cercana al cinéma vérité, y que busca dar protagonismo a las voces juveniles. El documental fue concebido no solo como una pieza televisiva, sino también como un dispositivo pedagógico que invita a la reflexión sobre la convivencia, la movilidad social y la ciudadanía en una Cataluña marcada por la diversidad.

## Recepción
El estreno general de Revolució 304 fue el 18 de marzo de 2025 en Cataluña, donde ha sido bien recibido tanto por la crítica como por el público, destacándose especialmente por su enfoque honesto y directo sobre temas sociales complejos como el racismo, la inmigración y la identidad en Cataluña. La película ha sido aclamada por su capacidad para reflejar las realidades cotidianas de los jóvenes racializados, sin caer en la espectacularización ni el dramatismo, y por su estilo sobrio y cercano, característico del cinéma vérité. Su formato, que prescinde de narración en off y utiliza entrevistas y material visual en su lugar, ha sido destacado como una de las mayores fortalezas de la película, permitiendo una conexión genuina con los personajes y su entorno.
Además, Revolució 304 ha logrado captar la atención en diversos festivales de cine, donde se ha alabado su capacidad para dar voz a una generación silenciada, especialmente en el contexto de los barrios marginados de Barcelona y sus alrededores. La crítica ha resaltado el papel de Lamine Yamal como un símbolo de esperanza, no solo para la comunidad inmigrante, sino también para cualquier joven que enfrente barreras socioeconómicas. La inclusión de testimonios de figuras como Lilian Thuram y la participación de jóvenes activistas y artistas también ha sido señalada como un punto fuerte, ampliando el alcance de la película a temas globales relacionados con la lucha contra el racismo y la promoción de la igualdad. En general, Revolució 304 ha sido considerada una película relevante y necesaria, que provoca una reflexión profunda sobre los desafíos de la integración y la diversidad en la sociedad contemporánea.